# Kristina Hočevar
Kristina Hočevar, slovenska pesnica, * 1977.
Kristina Hočevar je diplomirala iz slovenistike in splošnega jezikoslovja na Filozofski fakulteti v Ljubljani.

## Dela (zbirke)
- V pliš (2004)
- Fizični rob (2007)
- Repki (2008)
- Nihaji (2009)
- Na zobeh aluminij, na ustnicah kreda (2012; nemški prevod 2017)
- Naval (2017)
- Rujenje (2021)

## Nagrade
- Jenkova nagrada (2013)
- Zlata ptica